# Джеймс Вілкінсон
Джеймс Гарді Вілкінсон (англ. James Hardy Wilkinson; 27 вересня 1919 — 5 жовтня 1986) — видатний вчений у галузі обчислювальної математики, у галузі на межі прикладної математики і інформатики.

## Біографія
Народився Джеймс Вілкінсон у місті Струд в Англії. Він навчався у математичній школі сера Джозефа Вільямсона в Рочестері, а після цього — у Триніті-коледжі в Кембриджі. Після початку війни він змушений був з 1940 року працювати у галузі балістики. В 1946 році він був переведений до Національної фізичної лабораторії, де він працював з Аланом Тюрінгом над проектом комп'ютера Pilot ACE. Пізніше Вілкінсон заглибився у дослідження обчислювальної математики, де він відкрив багато важливих алгоритмів .
У 1963 році він отримує звання гонорис кауза Кембриджського університету. У 1969 стає почесним членом Лондонського королівського товариства. У 1970 році Вілкінсон отримує премію Тюрінга «за дослідження алгоритмів обчислювальної математики для високошвидкісних цифрових комп'ютерів, а також особливе визнання за заслуги в області лінійної алгебри та аналізу похибок». У тому ж році, він також отримав премію Джона фон Неймана у Товаристві промислової та прикладної математики. З 1977 по 1984 рік він був професором при факультеті обчислювальних систем у Стенфорді.
Він одружився з Хізер Вейр у 1945 році. У них був син.[джерело?]

## Твори
- Уилкинсон, Райнш. Справочник алгоритмов на языке АЛГОЛ. Линейная алгебра. Перевод с английского. — М.: Машиностроение, 1976. — 389 с.